# Serhij Osadczy
Serhij Mykołajowycz Osadczy, ukr. Сергій Миколайович Осадчий, ros. Сергей Николаевич Осадчий, Siergiej Nikołajewicz Osadczij (ur. 30 października 1970) – ukraiński piłkarz, grający na pozycji obrońcy, a wcześniej pomocnika, trener piłkarski.

## Kariera piłkarska

### Kariera klubowa
Karierę piłkarską rozpoczął w klubie Jawir Krasnopole. W latach 1993-1994 grał w amatorskim zespole Budiwelnyk Sumy. Na początku 1995 powrócił do Jawora, któremu pomógł awansować do Pierwszej Lihi. W maju 1995 wyjechał do Rosji, gdzie krótko grał w klubach Spartak Nalczyk i Kawkazkabel Prochladnyj. We wrześniu 1995 roku powrócił do ojczyzny, gdzie został piłkarzem Ahrotechserwisu Sumy. Potem występował w klubach Ełektron Romny i Wiktor Zaporoże. Na początku 1998 po raz trzeci powrócił do Jawora. Latem 1999 został zaproszony do Metałurha Donieck, w barwach którego 24 lipca 1999 roku debiutował w Wyszczej Lidze w meczu z CSKA Kijów (0:0). W lipcu 2001 przeniósł się do Metalista Charków. W grudniu 2003 został wystawiony na transfer. Na początku 2004 wyjechał do Kazachstanu, gdzie przez następne 4 lata bronił barw klubów FK Atyrau i Jesil-Bogatyr Petropawł. Latem 2007 zakończył karierę piłkarską.

## Kariera trenerska
Po zakończeniu kariery piłkarską rozpoczął pracę trenerską w Akademii Piłkarskiej Metalist Charków.

## Sukcesy i odznaczenia

### Sukcesy klubowe
- brązowy medalista Mistrzostw Ukrainy: 2002